# Дитяча лікарня Берсона та Баумана у Варшаві

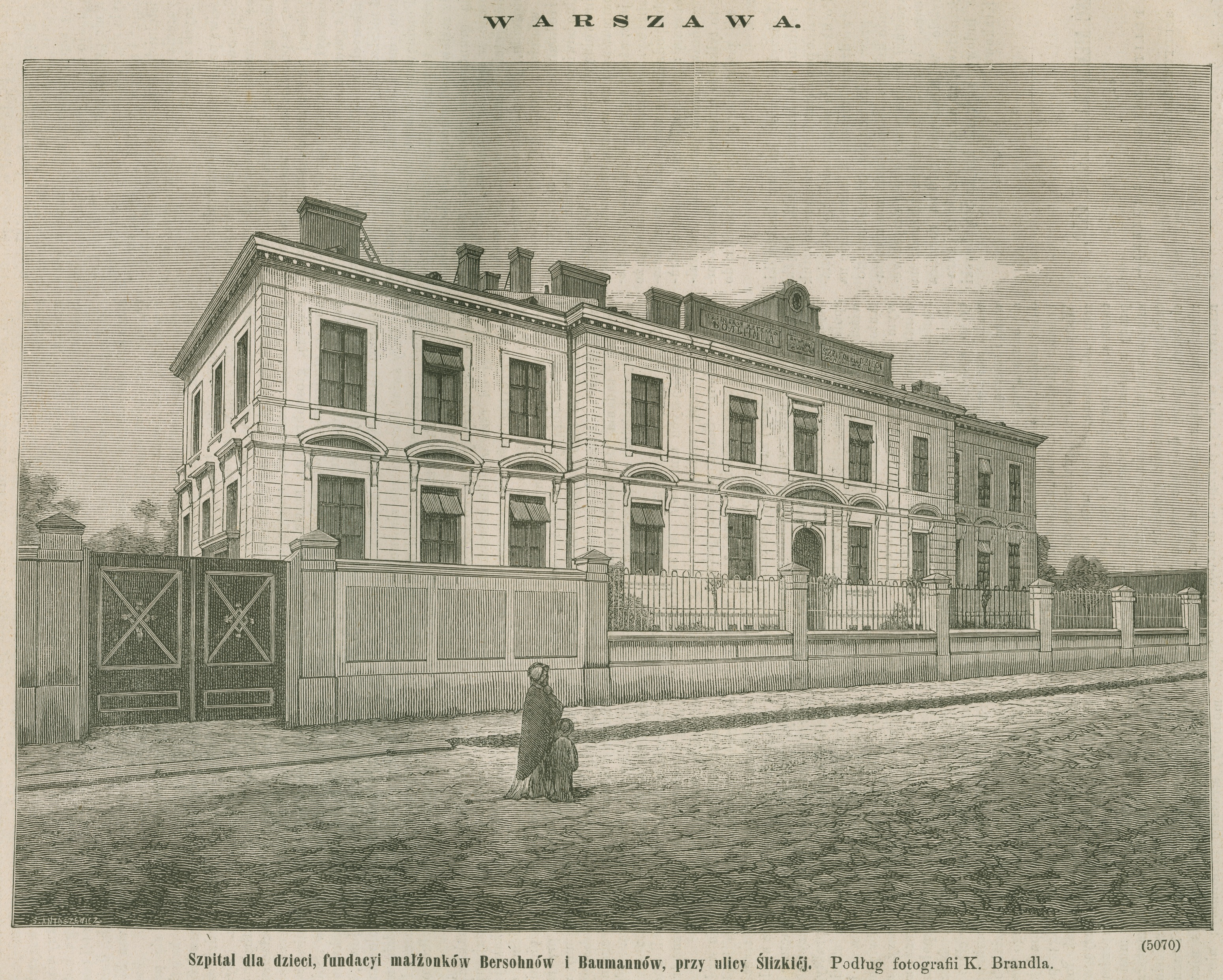
Головний корпус лікарні в 1878 році, вид з вул. Слизький

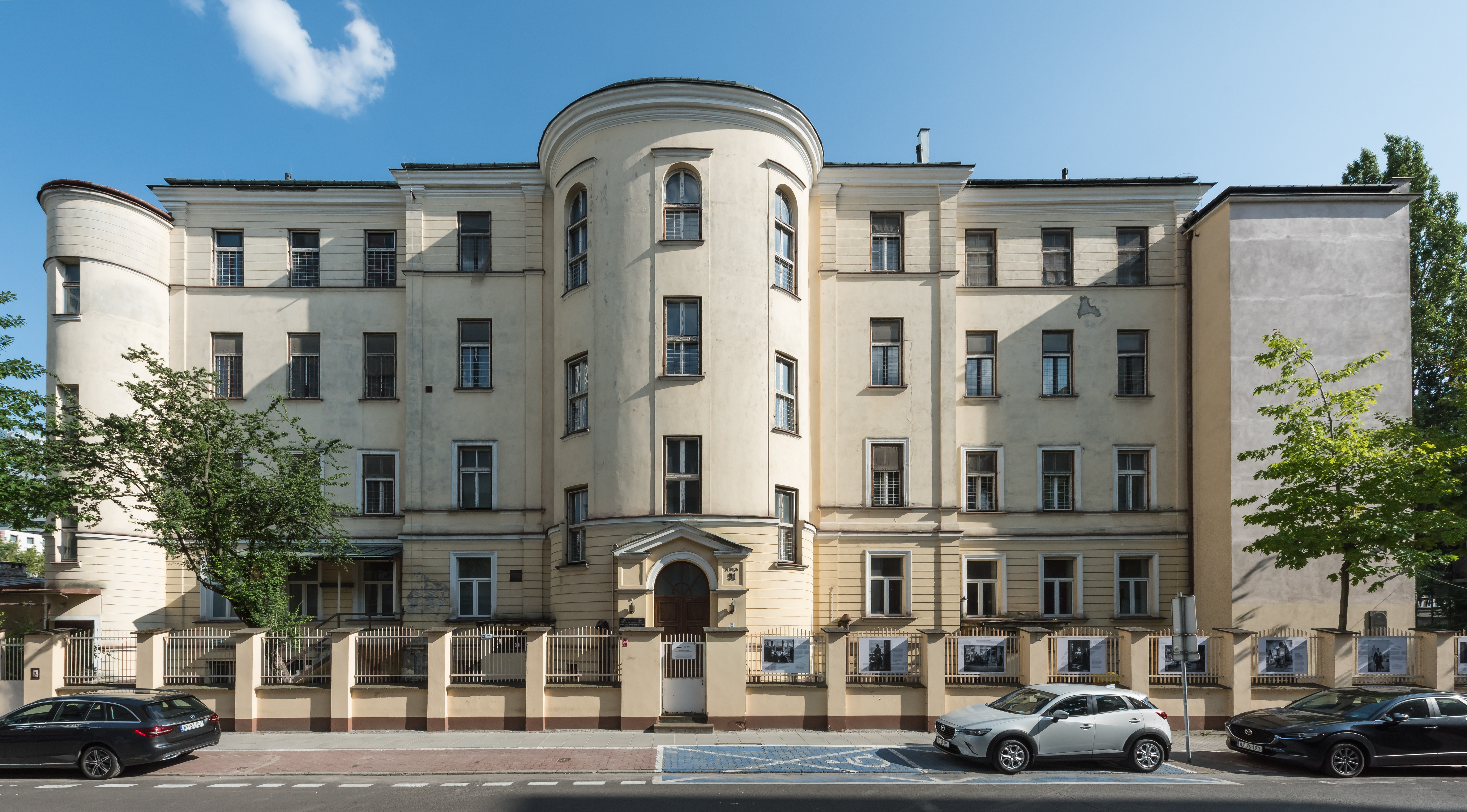
Головний корпус лікарні (2023)

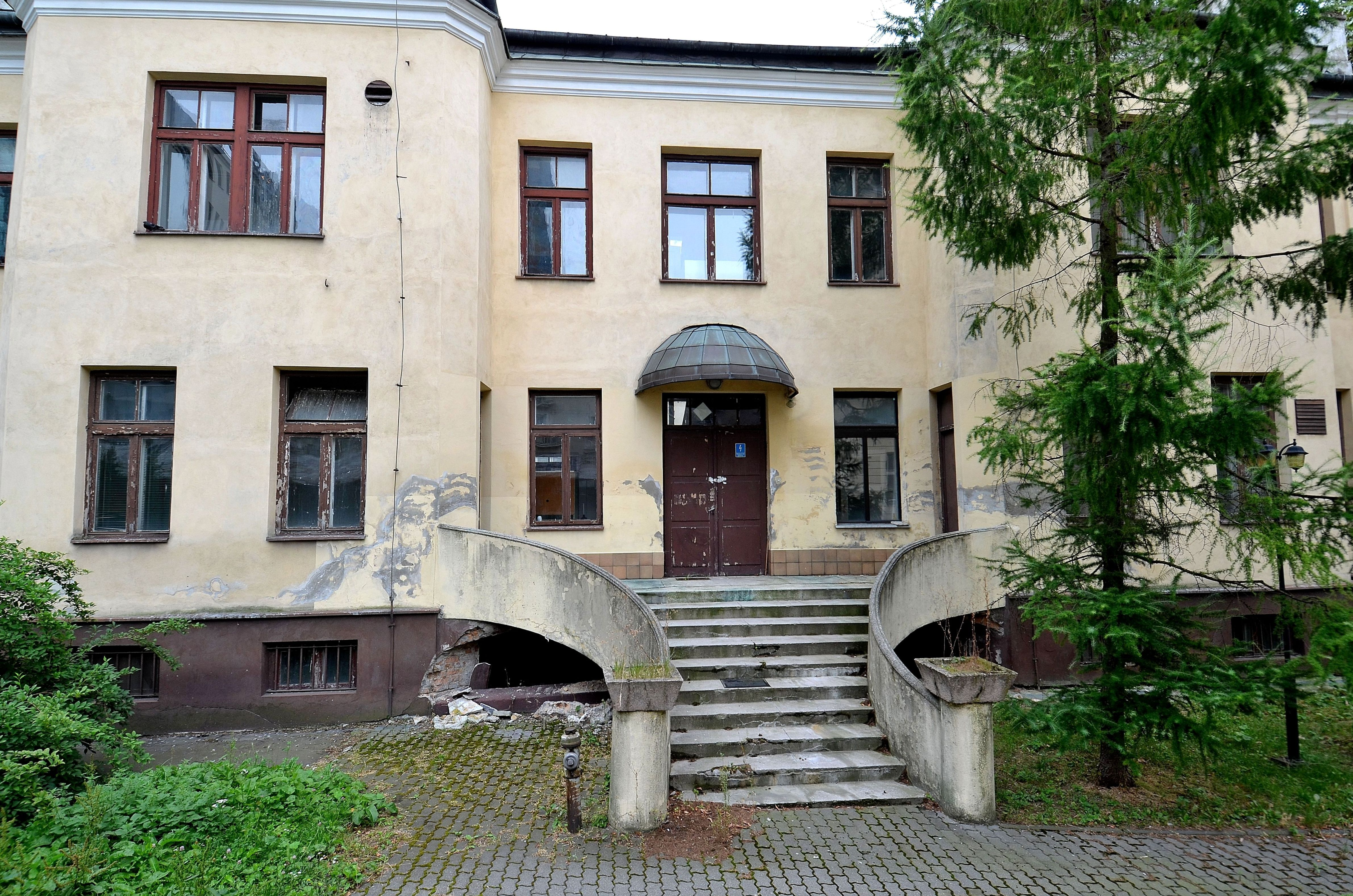
Лабораторний корпус (офтальмологія) з північної сторони (2013 р.)

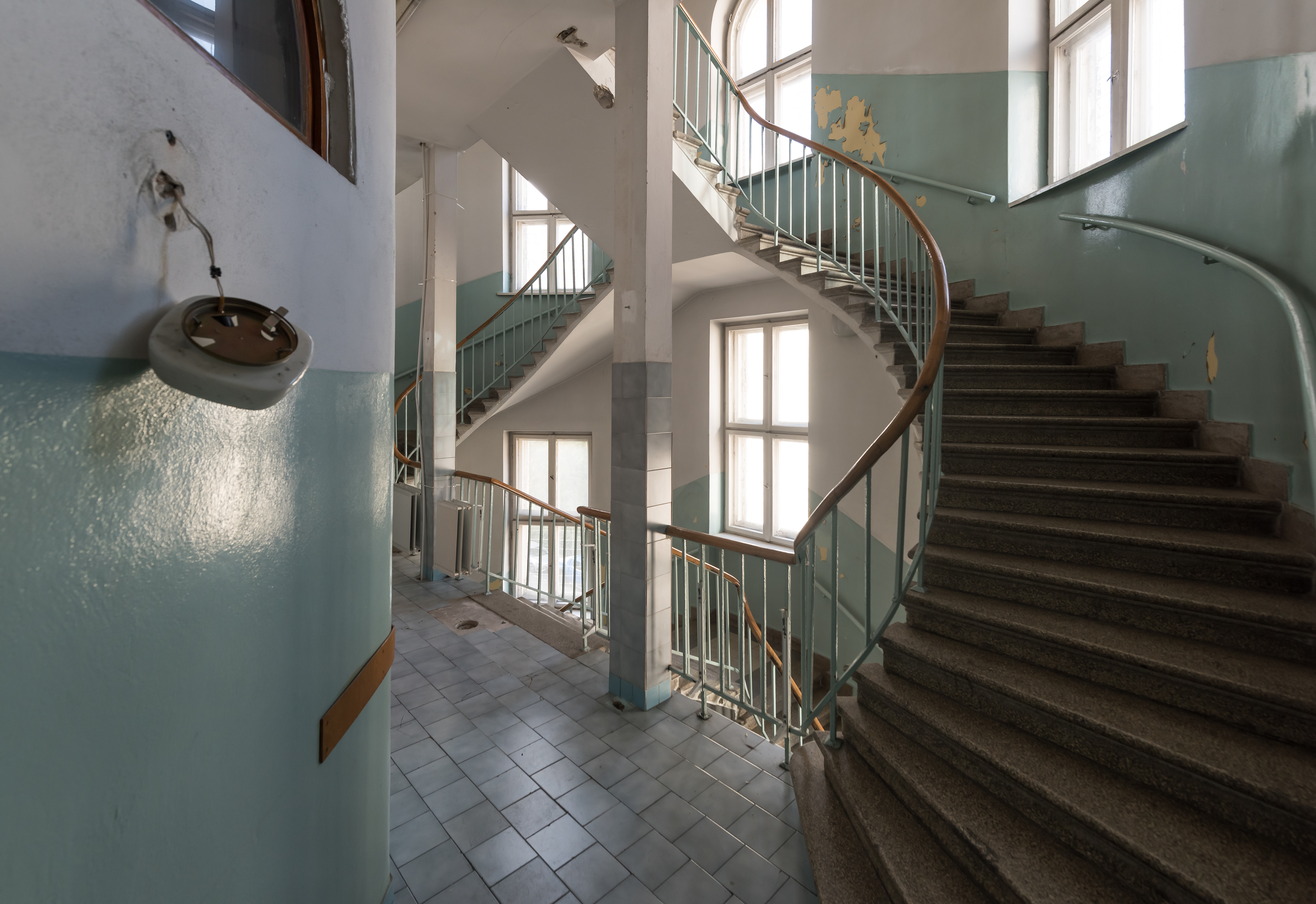
Сходи в головному корпусі (2023)

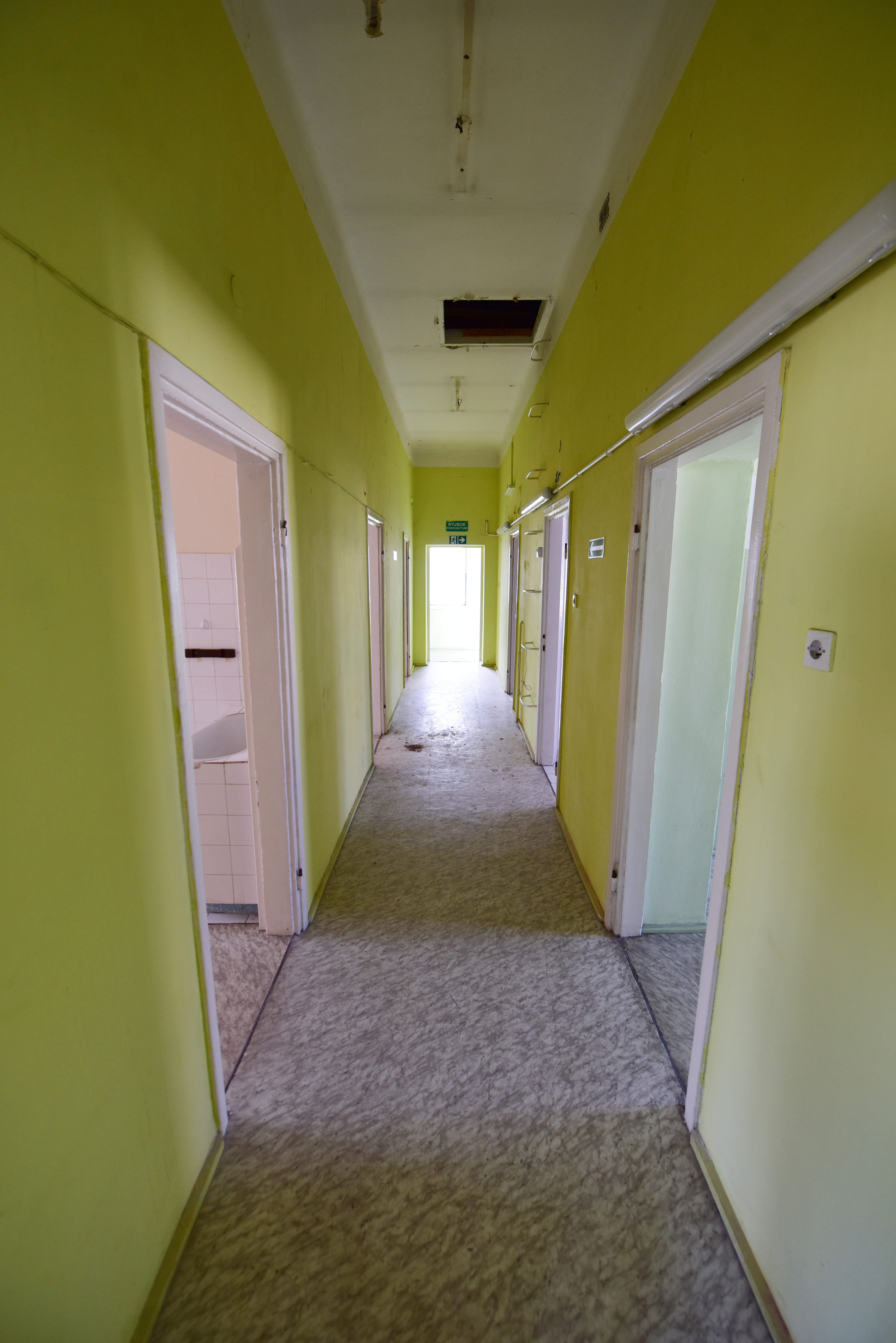
Один із коридорів у головному корпусі (2023)

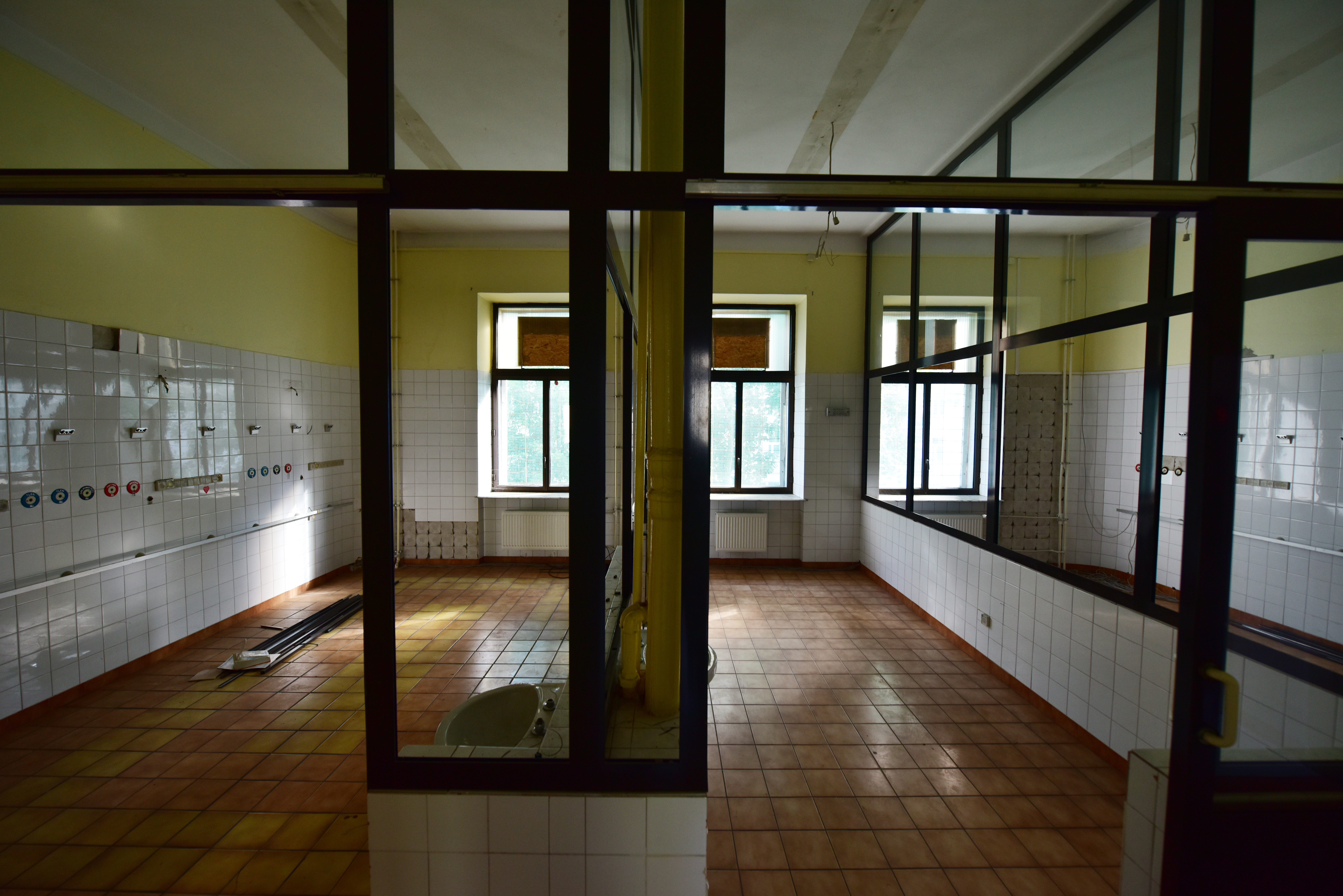
Одна з кімнат у головному корпусі (2023)

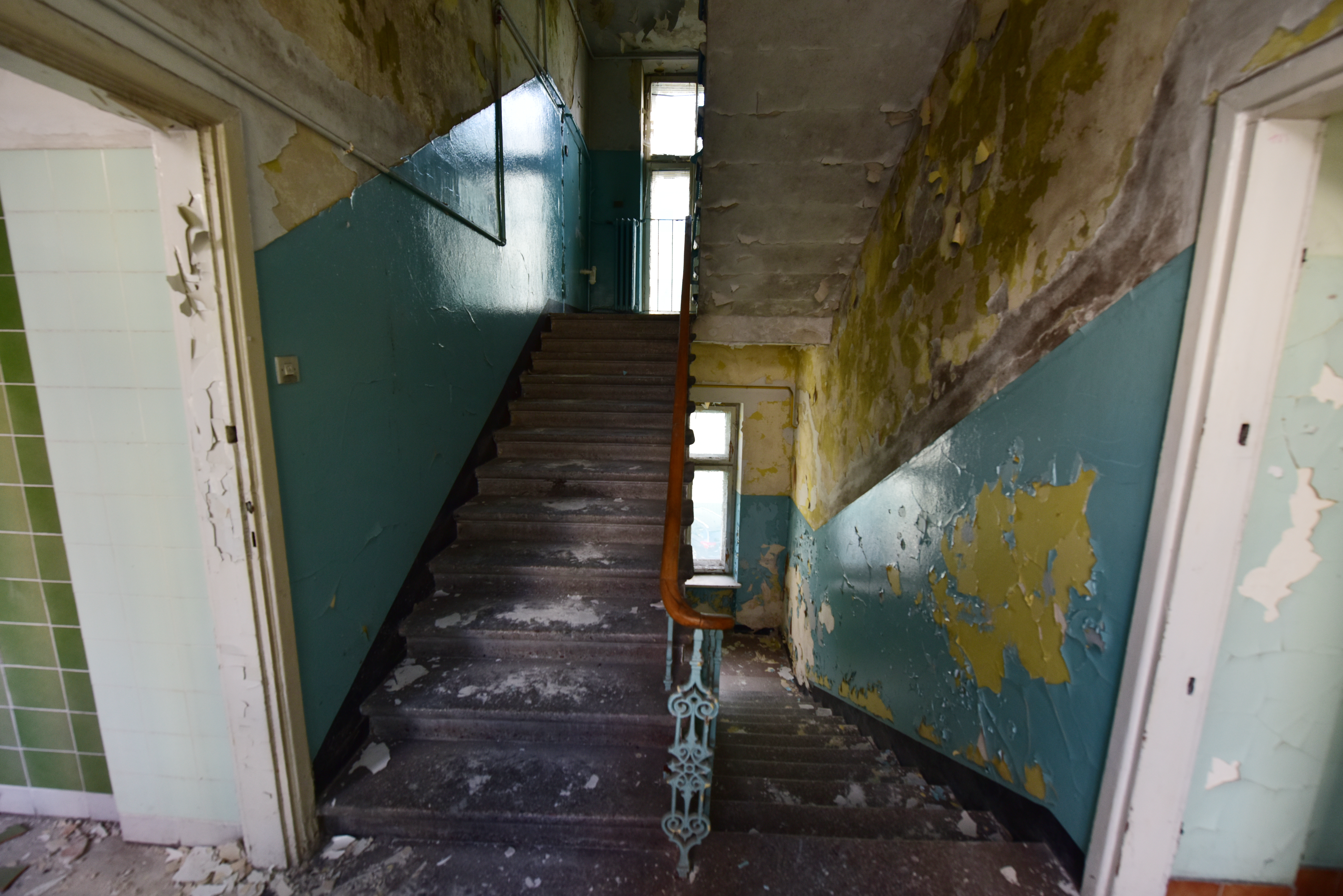
Сходи в лабораторному корпусі (2023)

Дитяча лікарня Берсона та Баумана — неіснуючий єврейський медичний заклад, що діяв у 1878–1942 роках у Варшаві, за адресами вул. Сліска 51 / вул. Сє́нна 60. У майбутньому лікарняний комплекс стане осередком Музею Варшавського гетто.

## Історія
Ідея створення лікарні для хворих єврейських дітей виникла на початку 1870-х років. У 1873 році дві родини — Майєр та Хая Берсон, а також їхня дочка Пауліна Бауман із чоловіком Саломоном — придбали земельну ділянку для її будівництва. Завдяки їхнім фінансовим зусиллям у 1876–1878 роках було збудовано лікарняний комплекс за проєктом архітектора Артура Гебеля. Комплекс розташовувався між двома паралельними вулицями, звідки й подвійна адреса: Сліска 51 / Сієнна 60. 
Головний, спочатку одноповерховий корпус лікарні, та невеликий павільйон з квартирами для головного лікаря і доглядача були зведені вздовж вулиці Сліска. У лікарні діяли відділення внутрішніх хвороб, інфекційних захворювань та хірургії.  Палати з вікнами у сад містилися на першому поверсі.  Окремі сходи вели до палати для інфекційних хворих. Тут також розташовувалися операційна, післяопераційна палата, амбулаторія, кабінет та квартира стюарда.  У дворі лікарні була пральня, а на вул. Сієнна — морг.  Заклад був розрахований на 27 дітей, лікування надавалося безкоштовно.
Першим головним лікарем став Людвік Хват. У 1905–1912 роках у лікарні працював педіатром Януш Корчак. Він мешкав у службовому павільйоні та мав бути доступним для пацієнтів у будь-який час. 
Під час Першої світової війни фінансова ситуація лікарні погіршилася — капітали, що її фінансували, знецінилися. У 1923 році лікарню закрили. Завдяки зусиллям лікарки Анни Брауде-Геллерової, 1930 року будівлі лікарні були передані Товариству друзів дітей. Згодом за фінансової підтримки Варшавської єврейської громади та American Jewish Joint Distribution Committee, лікарня була розширена до 150 ліжок.
На початок Другої світової війни в лікарні було близько 250 ліжок. Комплекс не постраждав під час оборони Варшави. У листопаді 1940 року лікарня опинилася в межах Варшавського гетто. Німецька адміністрація призначила комісаром закладу Вацлава Сконєчного з Іновроцлава. 
Через спалах епідемій, зокрема тифу, восени 1941 року за ініціативи Брауде-Геллерової було відкрито додаткове відділення на вул. Желязна 86/88 (кут вул. Лешно 80/82), яке вміщувало до 400 пацієнтів.
З лютого 1942 року персонал лікарні взяв участь у таємному дослідженні хвороби  голодування у Варшавському гетто. Розтини пацієнтів, що померли від голоду, проводилися в сараї на єврейському цвинтарі на вул. Окопова, а матеріали досліджень передавалися на «арійську сторону». У 1946 році результати були опубліковані в книзі «Głodowa choroba» ("Голодна хвороба") за редакцією Еміля Апфельбаума. Клінічні дослідження голоду, проведені у Варшавському гетто в 1942 році .
.
..10 серпня 1942 року, у зв’язку з ліквідацією «малої частини» гетто під час великої депортації, лікарню разом із пацієнтами евакуювали до колишніх будівель початкової школи  на площу Умшлагплац (вул. Ставкі 6/8). Там вона об'єдналася з лікарнею Чисте. Медперсонал мешкав у будинку на вул. Павія 22. Після ретельного огляду персоналу лікарні дозволили щільною колоною потрапити на територію Умшлагплац.       
На площі Умшлагплац лікарні Берзона та Баумана об'єдналися з лікарнею Чисте, другою єврейською лікарнею Варшавського гетто.  11 вересня 1942 року понад 1000 пацієнтів і працівників були депортовані до табору смерті Треблінка. Лікарка Адіна Блейді-Швайгер дала морфін дітям, аби вберегти їх від страждань.
На початку 1943 року будівлі лікарні тимчасово використовувалися для дитячої клініки на вул. Літевській, а під час Варшавського повстання — як повстанський шпиталь.
У 1946–1950 роках у них розташовувалися штаби Центрального комітету польських євреїв.  1953 року тут відкрили Інфекційну лікарню № 3, з 1962 року — Лікарню Діти Варшави.
У перші роки лікарня спеціалізувалася на лікуванні дітей від дифтерії, діареї, коклюшу та поліомієліту. Під час епідемії поліомієліту у 1958 році її було перепрофільовано виключно для хворих на поліомієліт. Лікарня досягла значних успіхів у діагностиці   та лікуванні.
У 1989–1992 роках будівлі були модернізовані, лікарня мала 150 ліжок.. У 2000 році її об’єднали з дитячою лікарнею в Дзеканув-Лесьному.  2016 року будівлю виставили на продаж.

У 2017 році головний та офтальмологічний корпуси лікарні були внесені до реєстру історичних пам'яток.

У жовтні 2018 року влада міста орендувала комплекс дитячої лікарні Берсона та Баумана на 30 років для Музею Варшавського гетто.. Основна експозиція розміститься у головному чотириповерховому корпусі лікарні, а навчальний відділ – у колишньому офтальмологічному відділенні.

.

.

## Вшанування
- 2001 року на фасаді головного корпусу лікарні (з боку вулиці Сліської) встановили меморіальну дошку на честь директорки Анни Брауде-Геллерової [18].

## Працівники (серед інших)
- Анна Брауде-Геллерова
- Адіна Блейді-Швайгер
- Людвік Хват
- Марек Едельман
- Теодосія Голіборська-Голаб
- Ганна Гіршфельд
- Януш Корчак
- Юліан Крамштик
- Генрік Крошор
- Генрі Маковер
- Анна Марголіс

## Виноски
1. ↑  Szpital Dziecięcy Bersohnów i Baumanów. warszawa1939.pl.
2. ↑  Leociak, Jacek (2017). Biografie ulic. O żydowskich ulicach Warszawy: od narodzin po Zagładę. Warszawa: Dom Spotkań z Historią. с. 46. ISBN 978-83-62020-89-8.
3. 1 2  Wykaz zabytków nieruchomych wpisanych do rejestru zabytków (księga A) − stan na 31 grudnia 2024 roku. Woj. mazowieckie (Warszawa). nid.pl. с. 82.
4. 1 2 3  Podgórska-Klawe, Zofia (1975). Szpitale warszawskie 1388–1945. Warszawa: Państwowe Wydawnictwo Naukowe. с. 227.
5. 1 2 3  Olczak-Ronikier, Joanna (2011). Korczak. Próba biografii. Warszawa: Wydawnictwo WAB. с. 139, 144. ISBN 978-83-7414-077-5.
6. ↑  Podgórska-Klawe, Zofia (1975). Szpitale warszawskie 1388–1945. Warszawa: Państwowe Wydawnictwo Naukowe. с. 228.
7. ↑  Janczewska, Marta (2009). Badania nad głodem w getcie warszawskim − problemy etyczne. Zagłada Żydów. Studia i Materiały. Centrum Badań nad Zagładą Żydów IFiS PAN. 5: 328. ISSN 1895-247X.
8. ↑  Apfelbaum (red.), Emil (1946). Choroba głodowa. Badania kliniczne nad głodem wykonane w getcie warszawskim z roku 1942. Warszawa: American Joint Distribution Committee. с. 16.
9. ↑  Engelking, Barbara (2013). Getto warszawskie. Przewodnik po nieistniejącym mieście. Warszawa: Stowarzyszenie Centrum Badań nad Zagładą Żydów. с. 300-301, 746. ISBN 978-83-63444-27-3.
10. ↑  Blady-Szwajger, Adina (2010). I więcej nic nie pamiętam. Warszawa: Świat Książki. с. 101. ISBN 978-83-247-1830-6.
11. ↑  Podgórska-Klawe, Zofia (1975). Szpitale warszawskie 1388–1945. Warszawa: Państwowe Wydawnictwo Naukowe. с. 309.
12. ↑  Komorowski (red.), Krzysztof (2015). Warszawa walczy 1939–1945. Leksykon. Warszawa: Fundacja Polska Walczy i Wydawnictwo Bellona. с. 723. ISBN 978-83-1113474-4.
13. ↑  Węgrzynek, Hanna (2020). Szpital Bersohnów i Baumanów w Warszawie. Warszawa: Muzeum Getta Warszawskiego. с. 40. ISBN 978-83-955067-0-3.
14. ↑  Encyklopedia Warszawy. Warszawa: Wydawnictwo Naukowe PWN. 1994. с. 844. ISBN 83-01-08836-2.
15. 1 2  Encyklopedia Warszawy. Warszawa: Wydawnictwo Naukowe PWN. 1994. с. 845. ISBN 83-01-08836-2.
16. ↑  Encyklopedia Warszawy. Warszawa: Wydawnictwo Naukowe PWN. 1994. с. 846. ISBN 83-01-08836-2.
17. 1 2  Urzykowski, Tomasz (20-21 października 2018). Muzeum Getta w szpitalu. Gazeta Stołeczna: 2.
18. 1 2  Węgrzynek, Hanna (2020). Szpital Bersohnów i Baumanów w Warszawie. Warszawa: Muzeum Getta Warszawskiego. с. 43. ISBN 978-83-955067-0-3.

## Зовнішні посилання
- Дитяча лікарня Берсона та Баумана у Варшаві на порталі Віртуального штетла
- Музей Варшавського гетто в Дитячій лікарні Берсона та Баумана